# Аридниця гірська
Аридниця гірська (Syntrichia montana) — вид мохів порядку потіальних (Pottiales).

## Поширення
Батьківщиною є Європа, Північна Африка, Північна Америка, Азія.
Вид поширений на ґрунті та скелях, зрідка на корі дерев; від помірних до високих висот.

## Характеристика

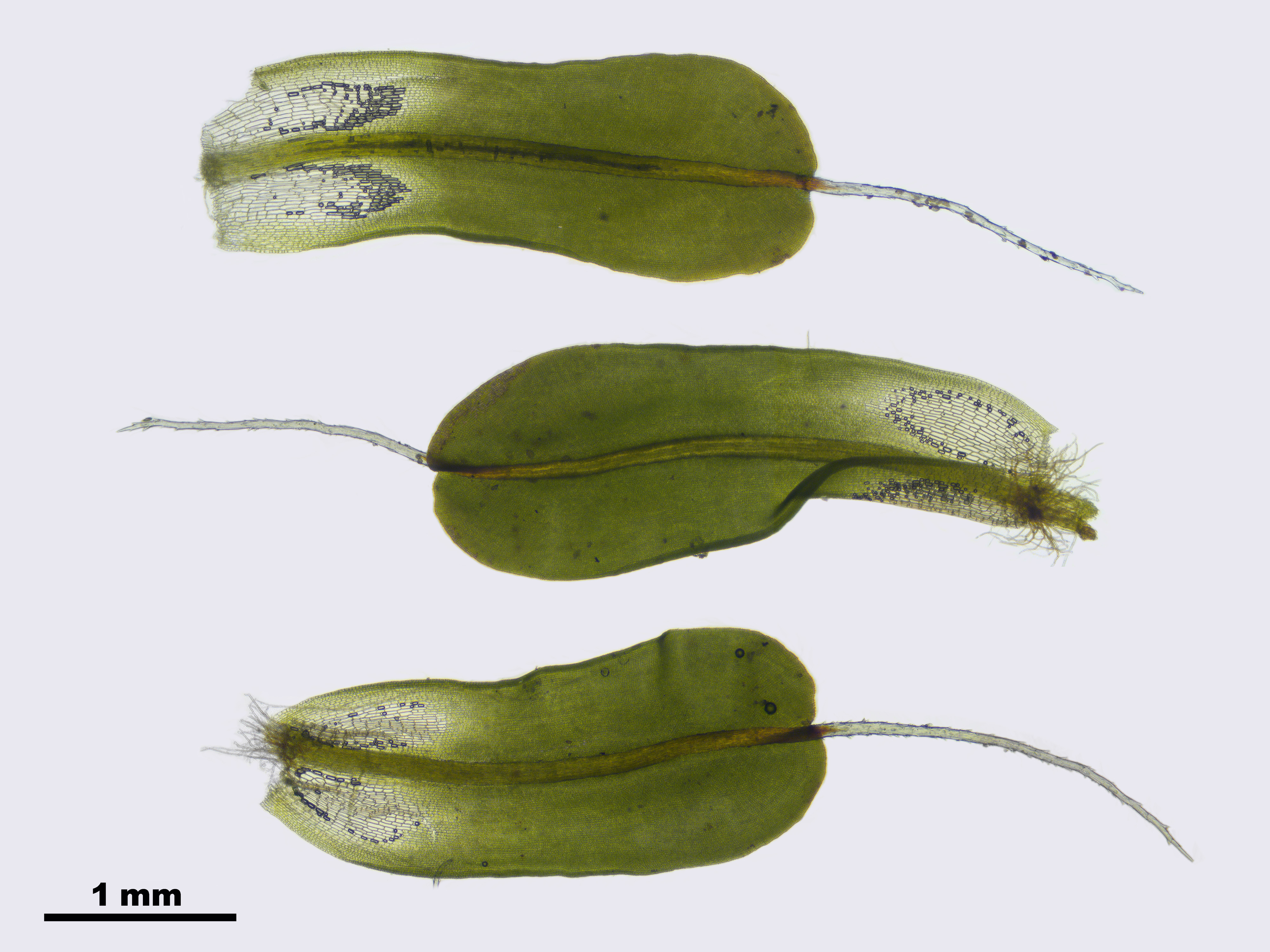
Листя

Стебла 2–10 мм. Листки зігнуті та скручені коли сухі, прямовисні коли вологі, язичкові чи лопатчасті, 1.5–3 × 0.5–1.5 мм; краї закручені в проксимальній 1/2, цільні; верхівки широкогострі чи тупі, іноді вирізані. Спеціалізоване нестатеве розмноження відсутнє. Вид дводомний. Коробочкові ніжки 8–14 мм, червоні. Коробочка червона, 2–3.5 мм, пряма чи злегка зігнута. Спори 10–13 мкм, бородавчасті.